# Trisetum durangense
Trisetum durangense là một loài thực vật có hoa trong họ Hòa thảo. Loài này được Finot & P.M.Peterson mô tả khoa học đầu tiên năm 2004.